# 西力斯葛哥
西力斯葛哥（Cirith Gorgor）是托爾金（J. R. R. Tolkien）小說中土大陸的地名。西力斯葛哥是魔多（Mordor）西北伊瑞德力蘇（Ered Lithui）及伊菲爾杜斯（Ephel Dúath）的交接點。黑門位於此處。
西力斯葛哥這名字來自辛達林語（Sindarin），意指「恐怖裂縫」，而「Gor」，及相類的「Gorgor」、「Goroth」、「Gorgoroth」，都有恐怖的意思。這裡也被稱為「鬼魂通道」。